# Scandinavian Airlines

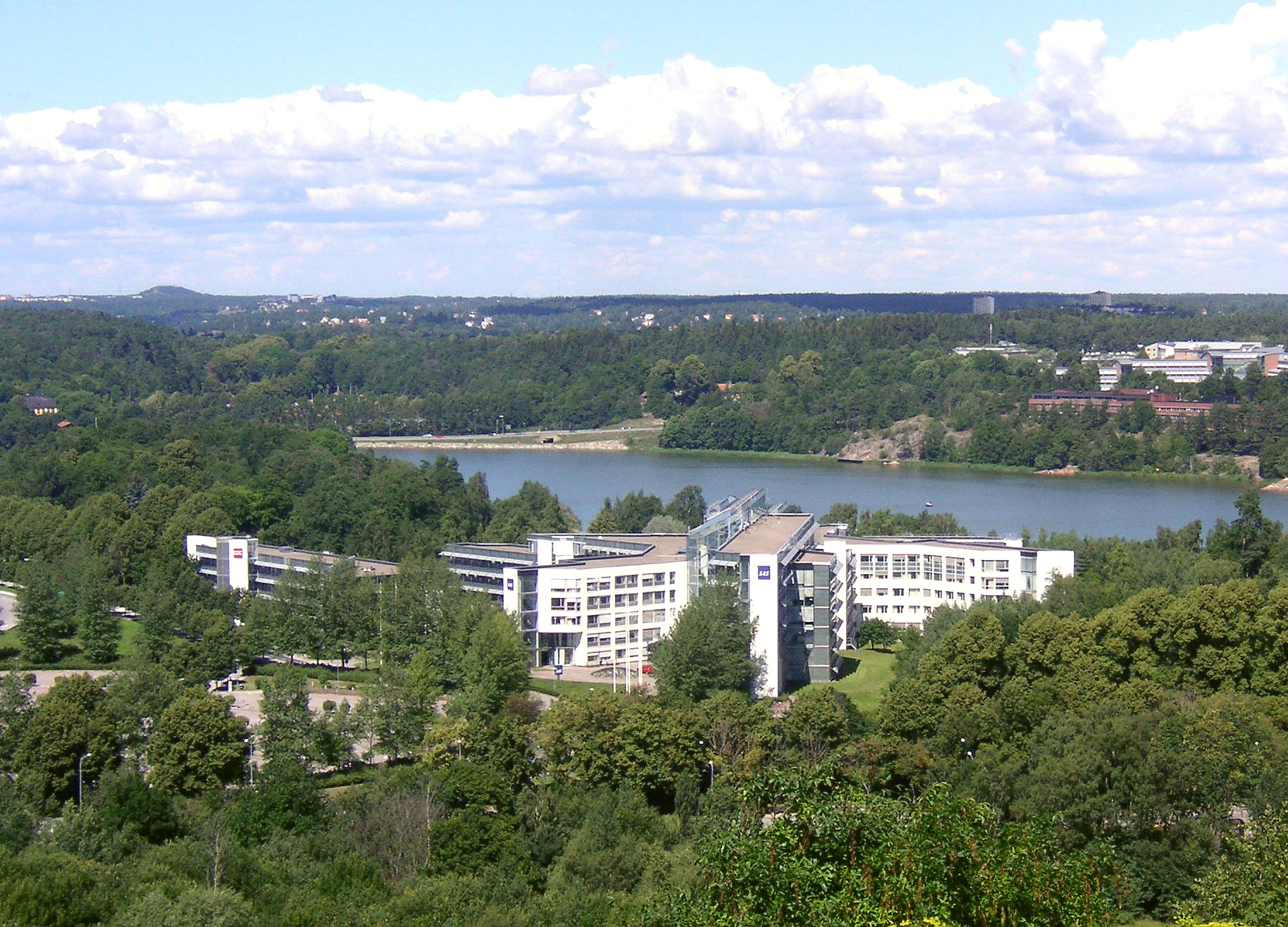
A sede da Scandinavian Airlines (SAS Frösundavik Office Building)

Scandinavian Airlines System, conhecida como curto SAS, é uma linha aérea multi-nacional da Suécia, Noruega e Dinamarca. É um dos membros fundadores da maior aliança de empresas de aviação comercial, a Star Alliance, tal como fundadora das linhas aéreas Air Greenland, Spanair e Thai Airways International. A SAS opera a grande maioria dos seus voos a partir das suas três plataformas hubs principais: Aeroporto de Arlanda em Estocolmo, Aeroporto de Copenhaga em Copenhaga e o Aeroporto Internacional de Oslo em Oslo. SAS cresceu nos últimos anos vindo a se tornar uma das companhias aéreas líderes na Europa, e hoje é composto por duas participações dinamarqueses, duas noruegueses e três suecos.

## Códigos Internacionais
- IATA Código: SK
- ICAO Código: SAS
- Designação: Scandinavian

## História
A companhia foi fundada em Agosto de 1946, quando as companhias de bandeira da Dinamarca, Suécia e Noruega criaram uma parceria para gerir o tráfego internacional para a Escandinávia. As empresas coordenaram operações conjuntas de e para a Europa em 1948, e em 1951 foi criado o consórcio SAS. Naquele momento, foram estabelecidas a SAS Denmark (Dinamarca), SAS Norge (Noruega) e SAS Sverige (Suécia).
Com uma grande expansão ao longo dos anos e uma cada vez mais forte imagem de marca dos países nórdicos, a SAS  foi também adquirindo outras companhias aéreas de tráfego local, entre elas a Braathens e Wideroe na Noruega, a Skyways Express e Linjeflyg na Suécia, e a Cimber Air na Dinamarca. Nos anos 90, adquiriu ações de várias companhias europeias, entre elas a British Midland, e adquiriu 95% da companhia aérea espanhola Spanair.
Em 1997 a SAS foi uma das empresas fundadoras da Star Alliance. Em 2004, a SAS foi dividida em quatro empresas independentes, todas operando com o mesmo nome SAS Scandinavian Airlines. Até à data, a empresa operava como empresa única. Esta divisão em empresas independentes tinha como objectivo de, apesar de voarem com o mesmo nome, apostar com mais força no desenvolvimento de rotas e frequências em cada país onde a SAS era companhia de bandeira. As quatro novas empresas são a SAS Scandianvian Airines Sverige AB, SAS Scandinavian Airlines Danmark AS, SAS Braathens AS (em 2007, reconvertida em SAS Scandinavian Airlines Norge AS) e SAS Scandinavian International AS.

## Empresas subsidiarias do grupo SAS

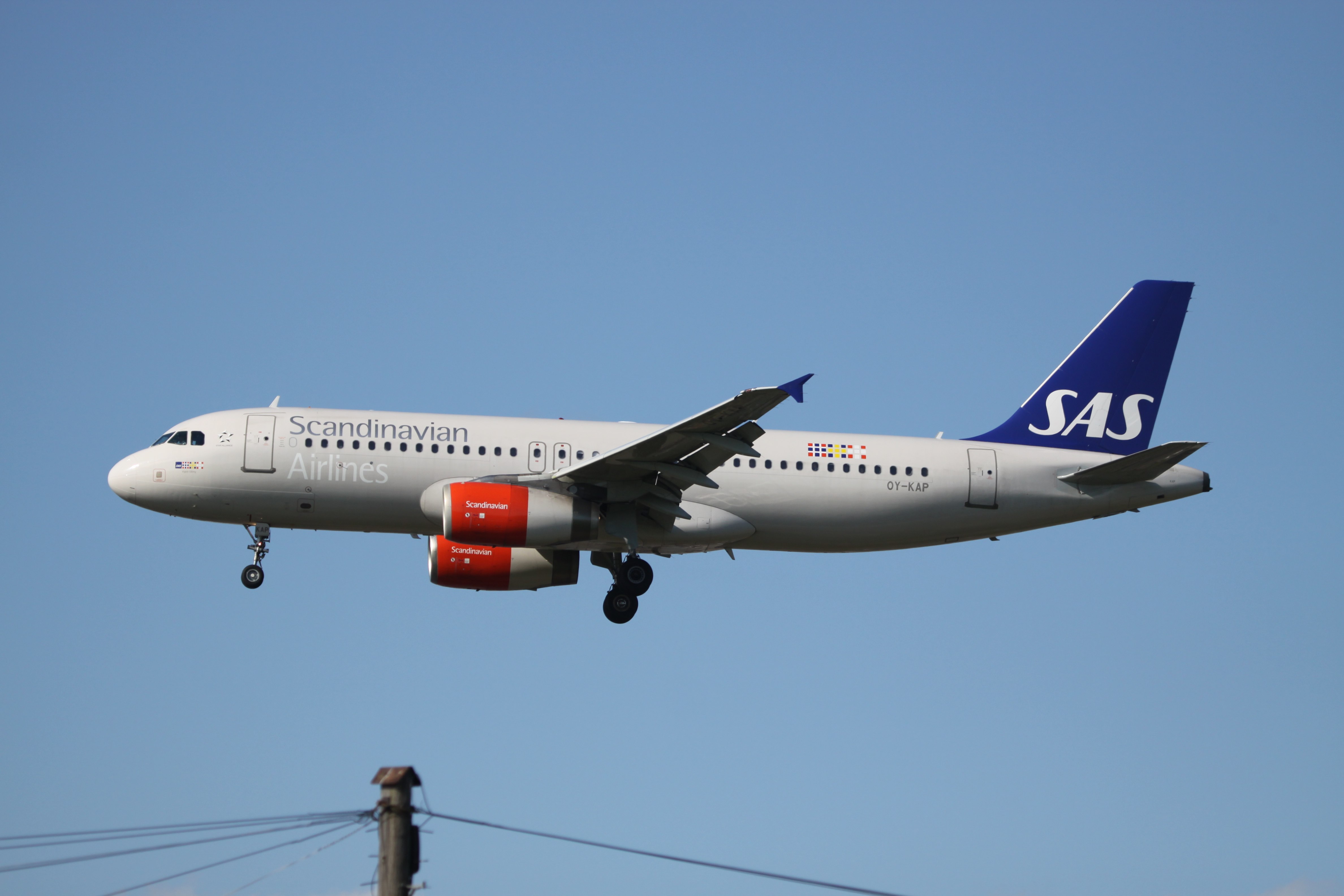
Airbus A320 da Scandinavian Airlines.

Para além das quatro empresas SAS nacionais, o grupo SAS detém quotas de outras companhias aéreas: a Wideroe (100% - companhia regional norueguesa), a Blue1 (100% - companhia aérea finlandesa), a Spanair (94,9% - companhia aérea espanhola), e a airBaltic (47,2% - companhia aérea na Letónia e Lituânia).
Outras participações do Grupo SAS incluem a Estonian Air, a Air Greenland, a Skyways Express, a Aerolineas de Baleares e a bmi – British Midland.

## Frota Aérea
Com a data de 2 de junho de 2018 a Scandinavian Airlines tem as seguintes aeronaves:
| Aviões                | Total | Passageiros (Business/Extra/Economy) | Rotas                          | Notas                  |
| --------------------- | ----- | ------------------------------------ | ------------------------------ | ---------------------- |
| Airbus A319-100       | 4     | 141                                  | Europa                         | SAS Danmark            |
| Airbus A320-200       | 11    |                                      |                                |                        |
| Airbus A320Neo        | 18    |                                      |                                |                        |
| Airbus A321-200       | 8     | 198                                  | Europa                         | SAS Danmark            |
| Airbus A330-300       | 8     | 264 (34/35/195)                      | Nova York, Chicago, Washington | SAS International      |
| Airbus A340-300       | 8     | 245 (46/28/171)                      | Asia, Seattle                  | SAS International      |
| ATR-72-600            | 9     |                                      |                                |                        |
| Boeing 737-600        | 11    | 112-123                              | Europa                         | SAS Norge, SAS Sverige |
| Boeing 737-700        | 28    | 131-141                              | Europa                         | SAS Norge, SAS Sverige |
| Boeing 737-800        | 29    | 186                                  | Europa                         | SAS Norge, SAS Sverige |
| Bombardier CRJ200/900 | 29    | 50                                   | Noruega (voos domésticos)      | SAS Norge              |
| Bombardier CRJ1000    | 1     |                                      |                                |                        |
| Total                 | 163   |                                      |                                |                        |

## Presença no Brasil e em Portugal
Portugal:
Actualmente, a SAS opera vários voos semanais regulares entre Oslo e Faro.
Brasil:
A SAS operou voos regulares para o Brasil desde o ano de sua fundação, em 1946, até Dezembro de 1991. Desde então a SAS não opera mais voos para o Brasil. Atualmente existem voos com conexão via Frankfurt, em partilha de códigos com a Lufthansa, para Rio de Janeiro e São Paulo.